# 李开喜
李开喜（1951年—），湖南澧县人，汉族，中华人民共和国政治人物、第十一届全国人民代表大会湖南地区代表。
担任湖南重庆啤酒国人有限责任公司总经理，是中共党员。2008年起担任全国人大代表。